# Hypocaccus roeri
Hypocaccus roeri är en skalbaggsart som beskrevs av Vienna 1979. Hypocaccus roeri ingår i släktet Hypocaccus och familjen stumpbaggar. Inga underarter finns listade i Catalogue of Life.